# Crinia bilingua
Crinia bilingua és una espècie de granota de la família Myobatrachidae que viu a Austràlia. Aquesta endèmica d'Austràlia és coneguda per la regió de Kimberley d'Austràlia occidental i més a l'est al Territori del Nord. El rang altitudinal estimat de l'espècie és 0-600m des del nivell del mar. Aquesta espècie està estretament associada amb la vegetació marginal de pantans i rierols temporals. Les cries es col·loquen en petits grups units a la vegetació aquàtica i la metamorfosi només pren al voltant de 14 dies. No hi ha amenaces significatives per a la supervivència d'aquesta espècie. La seva distribució inclou múltiples àrees protegides a Austràlia Occidental i el Territori del Nord.